# Tuxenia complicata
Tuxenia complicata är en kvalsterart som beskrevs av Hammer 1958. Tuxenia complicata ingår i släktet Tuxenia och familjen Protoribatidae. Inga underarter finns listade i Catalogue of Life.